# Вкрали Старого Тоомаса
«Вкрали Старого Тоомаса» (ест. «Varastati Vana Toomas») — радянський музичний фільм 1970 року, знятий на кіностудії «Талліннфільм». Прем'єра 15 лютого 1971 року в Талліні, 14 лютого 1972 року в Москві.

## Сюжет
Б'є годинник церкви Пюхавайму, на екрані пливуть картини Старого Таллінна… Два вчених (Ендель Пярн, Харді Тійдус) знають всю історію міста, але чи завжди вони можуть точно сказати — це було, цього не було?
Старий Тоомас (Кальйо Кійск) — вірний міський страж — як і завжди стоїть на своєму посту на шпилі Ратуші. Молоді люди, хлопець і дівчина (Рейн Аедма, Юлле Коні), літньої ночі йдуть по старовинній вулиці. На стіні будинку намальовано пронизане стрілою серце, дівчина, посміхаючись, дивиться на хлопця. З галереї виходить молодий чоловік з гітарою (Іво Лінна), він співає про кохання. Їх бачить Старий Тоомас, він теж посміхається. Але тріск мотоциклів, що вилітають на площу, порушує романтичну атмосферу. Мотоциклісти ганяють по площі, беруть в кільце закохану пару, не дають пройти, виконуваний ними танець стає загрозливим. Бачачи небезпеку, що загрожує, Старий Томас рішуче покидає свій пост. При приземленні на площу він падає на камені, втрачає капелюх, але не втрачає рішучості.
Побачивши лицаря, який загрожує мечем, хуліганисті мотоциклісти ретируються. Під охороною лицаря закохані вирішують погуляти по місту. Місто прокидається, двірник (Андрес Отс) мете вулицю і співає, його спів супроводжує танцем дівоча хореографічна група… Численні туристи заповнюють головну міську площу. Всі з подивом помічають, що головний Таллінський символ — Старий Томас на шпилі Ратуші — зник… Вкрали Старого Тоомаса!
Вчені кидаються на пошуки, за колоною Ратуші вони швидко знаходять капелюх Тоомаса, оглядаючи місто з вежі Ратуші помічають і його самого серед перехожих знизу на площі, але Старий Тоомас залучений в міське життя — зупиняє неввічливого пасажира таксі, рятує бабусю, оглушений музикою ВІА, подарувавши їй свої беруші часів Лівонської війни, спостерігає поставлення шпиля церкви Нігулісте і будівництво нового готелю Віру, вирушає на автобусну екскурсію новими районами міста… При цьому він не забуває захищати, допомагати, направляти, йому навіть вдається вистрілити з гармати по ворогам міста, які йому здалися, випадково ледь не прикінчивши при цьому вчених, він бореться з курінням, віднімаючи сигарети у молодих дівчат, а жінки у віці самі гасять їх під його строгим поглядом.
Вид Тоомаса в старовинних латах бентежить перехожих і його нові друзі пропонують йому переодягтися, тітка дівчини працює в театрі «Естонія» і вся компанія вирушає туди. Лати і меч залишають біля входу в театр, де ними заволодівають збираючі металобрухт піонери, але пильним ученим вдається врятувати ці реліквії.
Часом Тоомас починає марити про свою даму серця — театральну приму (Марю Куут), яку він випадково зустрів у театрі.
Фільм закінчується сценами грандіозного народного свята — звучить музика, сотні людей в національних костюмах танцюють на широкому полі, тисячі глядачів дивляться цей спектакль. І Старий Тоомас, і розшукуюючі його вчені — в числі глядачів. Артист в костюмі Старого Тоомаса (Ейнар Коппель) виконує пісню про себе, про місто, про його жителів. Старий Тоомас намагається конфліктувати зі своїм двійником і навіть відриває у того вус, але потім зронив сльозу і згадує, що покинув свій пост. Він зривається зі свого місця серед глядачів, обережно забирає у заснулих вчених свої обладунки і мчить до міста. Жителі здивовано дивляться, як він відважно підіймається по стінах і дахах до свого шпиля. З площі на нього дивляться закохані хлопець і дівчина. Зайнявши свій пост, він посміхається їм у відповідь і тихенько упускає квітку дівчині. І вона стоїть, обсипана квітами, на площі.
Вчені прокидаються на своїй лаві, свято закінчилося — вони одні, знайдені ними обладунки зникли… А може бути, все це їм тільки наснилося?

## У ролях
- Кальйо Кійск —  Старий Тоомас  (озвучування — Георгій Віцин)
- Рейн Аедма —  молодий чоловік  (озвучування — Ігор Ясулович)
- Юлле Коні —  дівчина  (озвучування —  Валентина Хмара)
- Ендель Пярн —  темпераментний учений
- Харді Тіідус —  флегматичний учений  (озвучування — Юрій Саранцев)
- Володимир Сапожнін —  перехожий в береті, меломан
- Маре Хелласте —  гід в автобусі
- Іво Лінна —  співак
- Вольдемар Куслап —  співак
- Андрес Отс —  веселий двірник
- Ейнарі Коппель — артист, який зображає Старого Тоомаса на параді
- Марю Куут —  Марі, актриса в театрі
- Лінда Тубін —  бабуся
- Катрін Мянніко —  дівчинка, починаюча співачка

## Знімальна група
- Режисер-постановник — Семен Школьников
- Сценаристи — Ері Клас, Григорій Скульський, Семен Школьников, Енн Ветемаа, Сулев Ниммік
- Оператор-постановник — Ігор Черних
- Композитор — Уно Найссоо
- Художник-постановник — Хейккі Халла